# Сонг-Куль
Сонг-Куль (Сонкьоль, Сонг-Кьоль, Сон-Куль кирг. Соңкөл, МФА: [sóɴkœl]) велике високогірне озеро, затиснуте в улоговини між внутрішніх відрогів Тянь-Шаня, розташовано між пасмами Сонкультау і Молдотау, на висоті 3 016 м вище рівня моря в північно-західній частині Наринської області (Киргизстан). Є потенційним об'єктом екологічного туризму. Навколо озера незаймані пасовища і заповідна зона. Найближчий великий населений пункт — селище Чаєк.

## Гідрографія
Загальна площа дзеркала — 278 км², обсяг прісної води 2,4 км³, довжина 28 км, ширина 18 км. Середня глибина 8,6 м, найбільша до 14 м. Улоговина озера має тектонічне походження. Береги озера — низькі, берегова лінія слабо порізана, заболочена, місцями заросла очеретом. Озеро підтримують дрібні струмки і річки з льодовиковим живленням, витікає одна річка Сонкуль — впадаюча справа в річку Нарин. Льодостав на озері спостерігається з кінця вересня до кінця травня.

## Флора і фауна
Є цінні породи риб, такі як пелядь, а також рідкісні види Коропових з дуже обмеженим ареалом проживання (наприклад, Diptychus sewerzowi). Озеро — важливий пункт для міграції водоплавних та біляводних птахів, таких як степовий журавель, гірська гуска, чорний лелека і чорноголовий реготун.